# Ар-2
Ар-2 (народное название «Арочка») — советский двухмоторный пикирующий бомбардировщик цельнометаллической конструкции. Разработан под руководством А. А. Архангельского в ЦАГИ, на базе бомбардировщика СБ.
Ар-2 создавался как попытка модернизировать самолёт СБ путём его переделки в пикирующий бомбардировщик. На самолёте были установлены два двигателя М-105Р.
Первый полёт опытный СБ-РК совершил в 1937 году.
По некоторым оценкам, по своим боевым возможностям, по меньшей мере, не уступал пикирующему бомбардировщику Пе-2 (превосходил его по бомбовой нагрузке, размещению бомб внутри фюзеляжа и наличием автомата вывода бомб, находящихся внутри самолёта (для сравнения: на Пе-2 при пикировании сбрасывались только бомбы, подвешенные на внешних подвесках). В большую серию самолёт так и не пошёл из-за проблем с защитой задней полусферы: стрелок-радист должен был переползать между верхней и нижней огневыми точками, тогда как в Пе-2 стрелок-радист защищал верхнюю полусферу из ШКАС и имел также пулемёт УБ для стрельбы вниз , а штурман — верхнюю  часть задней полусферы из пулемёта УБ. Кроме того на Ар-2 только стрелок-радист имел обзор назад, а на Пе-2 кроме стрелка и штурмана даже лётчик мог смотреть назад через фонарь кабины.

## Производство
| Производитель | 1940 | 1941 | 1941 | 1941 | 1941 | Всего |
| Производитель | 1940 | 1    | 2    | 3    | 4    | Всего |
| ------------- | ---- | ---- | ---- | ---- | ---- | ----- |
| № 22 (Фили)   | 71   | 100  | 20   | 2    | 5    | 198   |

## Боевое применение
Этот пикирующий бомбардировщик находился на вооружении армейских смешанных авиационных дивизий ВВС РККА, например,  9-й смешанной авиационной дивизии.
Ар-2 применялись в битве за Великие Луки. Один самолёт, который был сбит вражеским зенитным огнём 25 июля 1941 года, был найден и поднят со дна озера поисковым клубом «Арьергард».
Также применялся во время Воздушных сражений на Кубани 1943 года.
Мощности силовой установки вполне хватало для продолжения полёта на одном двигателе, винт второго мотора при этом флюгировался.

## Тактико-технические характеристики
Приведённые характеристики соответствуют серийному Ар-2.
Источник данных: Шавров, 1988 г.

Технические характеристики
- Экипаж: 3 (пилот, штурман, стрелок-радист)
- Длина: 12,5 м
- Размах крыла: 18,0 м
- Высота: 3,56 м
- Площадь крыла: 48,2 м²
- Масса пустого: 5160 кг
- Нормальная взлётная масса: 6600 кг
- Максимальная взлётная масса: 8150 кг
- Объём топливных баков: 1490 л (+2 × 370 л ПТБ)
- Силовая установка: 2 × жидкостного охлаждения М-105
- Мощность двигателей: 2 × 1050 л.с. (2 × 772 кВт)

Лётные характеристики
- Максимальная скорость:  
  - у земли: 415 км/ч
  - на высоте 4700 м: 475 км/ч
- Крейсерская скорость: 320 км/ч
- Практическая дальность: 1500 км
- Практический потолок: 10 000 м
- Скороподъёмность: 12 м/с
- Время набора высоты: 5000 м за 7,1 мин.
- Нагрузка на крыло: 139 кг/м²
- Тяговооружённость: 229,8 Вт/кг
- Длина разбега: 306 м
- Длина пробега: 514 м

Вооружение
- Стрелково-пушечное: 4 × 7,62 мм пулемёта ШКАС
- Бомбы: до 1500 кг
  - в бомбоотсеке: 6 × 100 кг или 4 × 250 кг или 3 × 500 кг